# Unterseeboot UC-53
Pour les autres navires du même nom, voir Unterseeboot 53.
L'Unterseeboot UC-53 est un sous-marin (U-Boot) mouilleur de mines allemand de type UC II utilisé par la Kaiserliche Marine pendant la Première Guerre mondiale. Le U-boot a été commandé le 12 janvier 1916 et lancé le 27 février 1917. Il a été mis en service dans la marine impériale allemande le 5 avril 1917 sous le nom de UC-53. En huit patrouilles, l'UC-53 a coulé 47 navires, soit par ses torpilles, soit par les mines qu’il avait posées. L'UC-53 fut sabordé à Pula le 28 octobre 1918 lors de la capitulation de l’Autriche-Hongrie.

## Conception
Sous-marin de type UC II, l'UC-53 avait un déplacement de 434 tonnes en surface et de 511 tonnes en plongée. Il avait une longueur hors tout de 52,69 m, un maître-bau de 5,22 m et un tirant d'eau de 3,64 m. Le sous-marin était propulsé par deux moteurs diesel 6 cylindres à quatre temps produisant chacun 290 à 300 ch (210 à 220 kW), soit un total de 580 à 600 ch (430 à 440 kW), et par deux moteurs électriques produisant 620 ch (460 kW), actionnant deux arbres d'hélice.
Le sous-marin avait une vitesse maximale de 11,8 nœuds (21,9 km/h) en surface et de 7,2 nœuds (13,3 km/h) en immersion. Son autonomie était de 8 820 à 9 450 milles marins (16 330 à 17 500 km) à 7 nœuds (13 km/h) en surface, et de 56 milles marins (104 km) à 4 nœuds (7,4 km/h) en immersion. Il lui fallait 48 secondes pour plonger, et il était capable d’opérer à une profondeur maximale de 50 mètres.
L'UC-53 était équipé de trois tubes lance-torpilles de 500 mm, un à l’arrière et deux à l’avant, avec sept torpilles, et d’un canon de pont de 8,8 cm SK L/30. Mais son arme principale était ses six puits de mine de 1 000 mm portant dix-huit mines UC 200. Son effectif était de vingt-six membres d’équipage .

## Affectations
- Flottille de Pola / Mittelmeer II : du 24 juin 1917 au 28 octobre 1918

## Commandants
- Kapitänleutnant Kurt Albrecht : du 5 avril 1917 au 5 février 1918
- Oberleutnant zur See Adolf Ehrensberger : du 6 février au 18 juin 1918
- Kapitänleutnant Erich Gerth : du 19 juin au 28 octobre 1918

## Navires coulés
| Date              | Nom                   | Nationalité      | Tonnage | Destin    |
| ----------------- | --------------------- | ---------------- | ------- | --------- |
| 4 juin 1917       | City of Baroda        | United Kingdom   | 5032    | Coulé     |
| 9 juin 1917       | Lilly                 | Danemark         | 1150    | Coulé     |
| 9 juin 1917       | Tordenvore            | Norvège          | 1565    | Coulé     |
| 10 juin 1917      | Ligeiro               | Portugal         | 285     | Endommagé |
| 10 juin 1917      | Santa Maria           | Portugal         | 204     | Coulé     |
| 11 juin 1917      | Sibens                | Empire russe     | 323     | Coulé     |
| 12 juin 1917      | Symra                 | Norvège          | 3005    | Coulé     |
| 16 juin 1917      | Esperanza             | Espagne          | 98      | Coulé     |
| 16 juin 1917      | F.7.SB.               | Espagne          | 50      | Coulé     |
| 21 juin 1917      | Nord                  | France           | 3193    | Endommagé |
| 9 août 1917       | Canara                | United Kingdom   | 6012    | Endommagé |
| 10 août 1917      | Margherita            | Royaume d'Italie | 66      | Coulé     |
| 10 août 1917      | Tito Speri            | Royaume d'Italie | 3893    | Coulé     |
| 13 août 1917      | Arcangelo Michele     | Royaume d'Italie | 45      | Coulé     |
| 12 août 1917      | Ansedonia             | Royaume d'Italie | 270     | Coulé     |
| 12 août 1917      | Ardita Carrara        | Royaume d'Italie | 75      | Coulé     |
| 13 août 1917      | Il Nuovo Leonardo     | Royaume d'Italie | 34      | Coulé     |
| 15 septembre 1917 | Cavi                  | Royaume d'Italie | 2544    | Endommagé |
| 18 septembre 1917 | Domenico Primo        | Royaume d'Italie | 80      | Endommagé |
| 19 septembre 1917 | Teresita              | Royaume d'Italie | 136     | Coulé     |
| 21 septembre 1917 | Christina             | Royaume d'Italie | 32      | Coulé     |
| 22 septembre 1917 | Primo                 | Royaume d'Italie | 65      | Coulé     |
| 23 septembre 1917 | Argietta              | Royaume d'Italie | 165     | Coulé     |
| 23 septembre 1917 | Giuseppina Concettina | Royaume d'Italie | 31      | Coulé     |
| 23 septembre 1917 | Irthington            | United Kingdom   | 2845    | Coulé     |
| 24 septembre 1917 | Nuova Francesca       | Royaume d'Italie | 45      | Coulé     |
| 24 septembre 1917 | S. Espedito           | Royaume d'Italie | 31      | Coulé     |
| 8 décembre 1917   | Giuseppe Naccari      | Royaume d'Italie | 128     | Coulé     |
| 9 décembre 1917   | Cerea                 | Royaume d'Italie | 4295    | Endommagé |
| 9 décembre 1917   | Costas                | Grèce            | 3278    | Coulé     |
| 10 décembre 1917  | Antonio Magliulo      | Royaume d'Italie | 520     | Coulé     |
| 13 décembre 1917  | Karen                 | Norvège          | 1689    | Coulé     |
| 14 décembre 1917  | HMS Brig 1            | Royal Navy       | 120     | Endommagé |
| 25 décembre 1917  | Hekla                 | Danemark         | 937     | Coulé     |
| 25 janvier 1918   | Carignano             | Royaume d'Italie | 2688    | Coulé     |
| 26 janvier 1918   | Asimina               | Grèce            | 2878    | Coulé     |
| 29 janvier 1918   | Geo                   | United Kingdom   | 3048    | Coulé     |
| 30 janvier 1918   | Fratelli Barrera      | Royaume d'Italie | 88      | Coulé     |
| 30 janvier 1918   | Michele Padre         | Royaume d'Italie | 230     | Coulé     |
| 24 mars 1918      | La Nuova Felice       | Royaume d'Italie | 72      | Coulé     |
| 24 mars 1918      | Nuovo Genio           | Royaume d'Italie | 35      | Coulé     |
| 24 mars 1918      | Regina Immacolata     | Royaume d'Italie | 36      | Coulé     |
| 24 mars 1918      | Tre Sorelle Salvo     | Royaume d'Italie | 26      | Coulé     |
| 27 mars 1918      | Castrenzo Coppola     | Royaume d'Italie | 94      | Coulé     |
| 4 juin 1918       | Michelangelo          | Royaume d'Italie | 2456    | Endommagé |
| 8 juin 1918       | Concettina            | Royaume d'Italie | 1271    | Coulé     |
| 8 juin 1918       | La Bayonnaise         | France           | 2425    | Coulé     |
| 10 juin 1918      | Brodholme             | United Kingdom   | 5747    | Endommagé |
| 22 septembre 1918 | Gorsemore             | United Kingdom   | 3079    | Coulé     |
| 28 septembre 1918 | Caraibe               | France           | 2976    | Endommagé |
| 30 septembre 1918 | Francesco Padre       | Royaume d'Italie | 101     | Coulé     |
| 30 septembre 1918 | Gabriela Costela      | Royaume d'Italie | 105     | Coulé     |
| 30 septembre 1918 | Giovanni Costa        | Royaume d'Italie | 102     | Coulé     |
| 30 septembre 1918 | San Francesco P.      | Royaume d'Italie | 41      | Coulé     |
| 1er octobre 1918  | Giuseppino M.         | Royaume d'Italie | 48      | Coulé     |
| 1er octobre 1918  | S. Giuseppe A.        | Royaume d'Italie | 56      | Coulé     |
| 5 octobre 1918    | Rosa                  | Royaume d'Italie | 908     | Endommagé |
| 20 novembre 1918  | War Typhoon           | United Kingdom   | 3116    | Endommagé |
| 15 janvier 1919   | Chaouia               | France           | 4334    | Coulé     |